# Pfarrkirche Thomatal

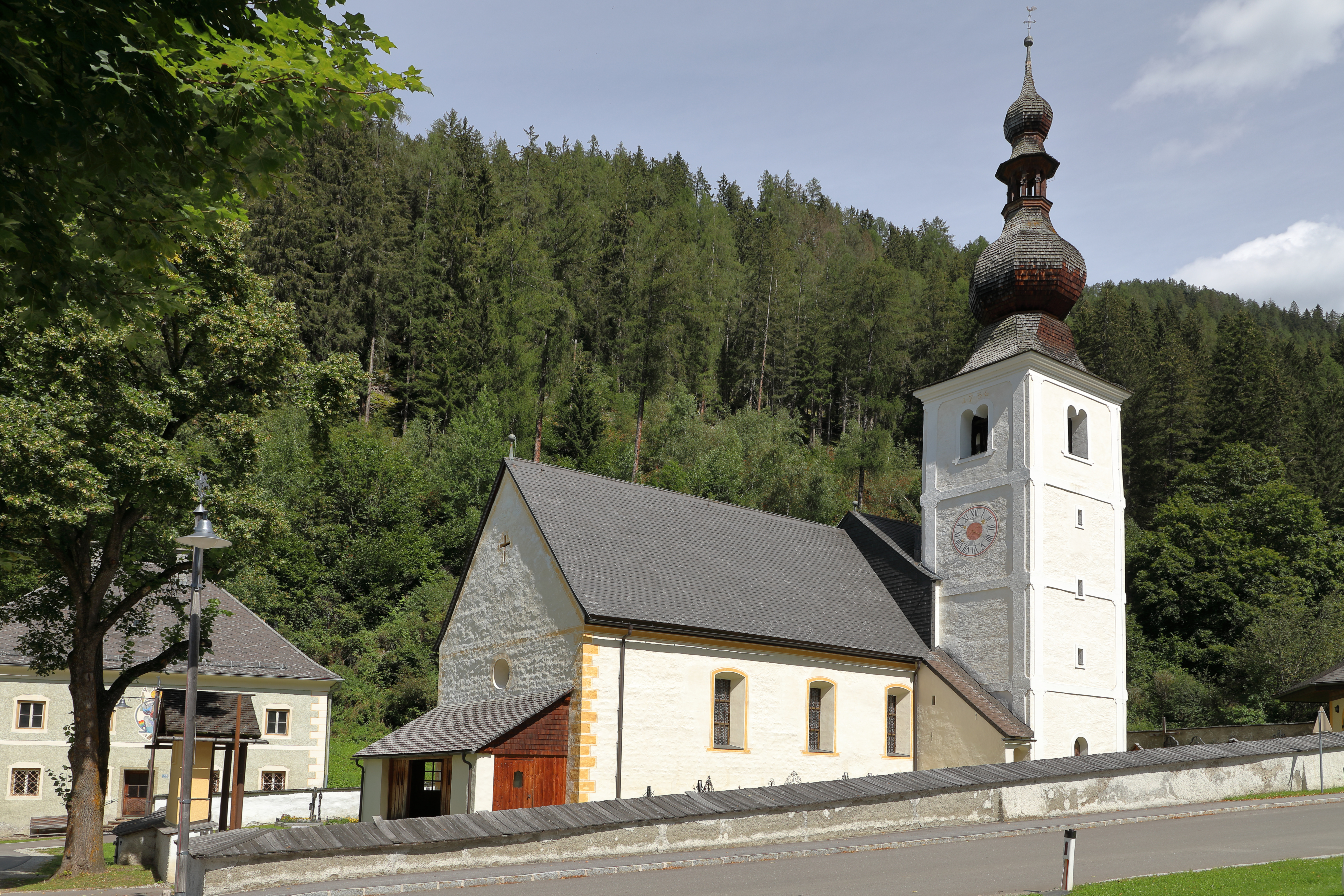
Katholische Pfarrkirche hl. Georg in Thomatal

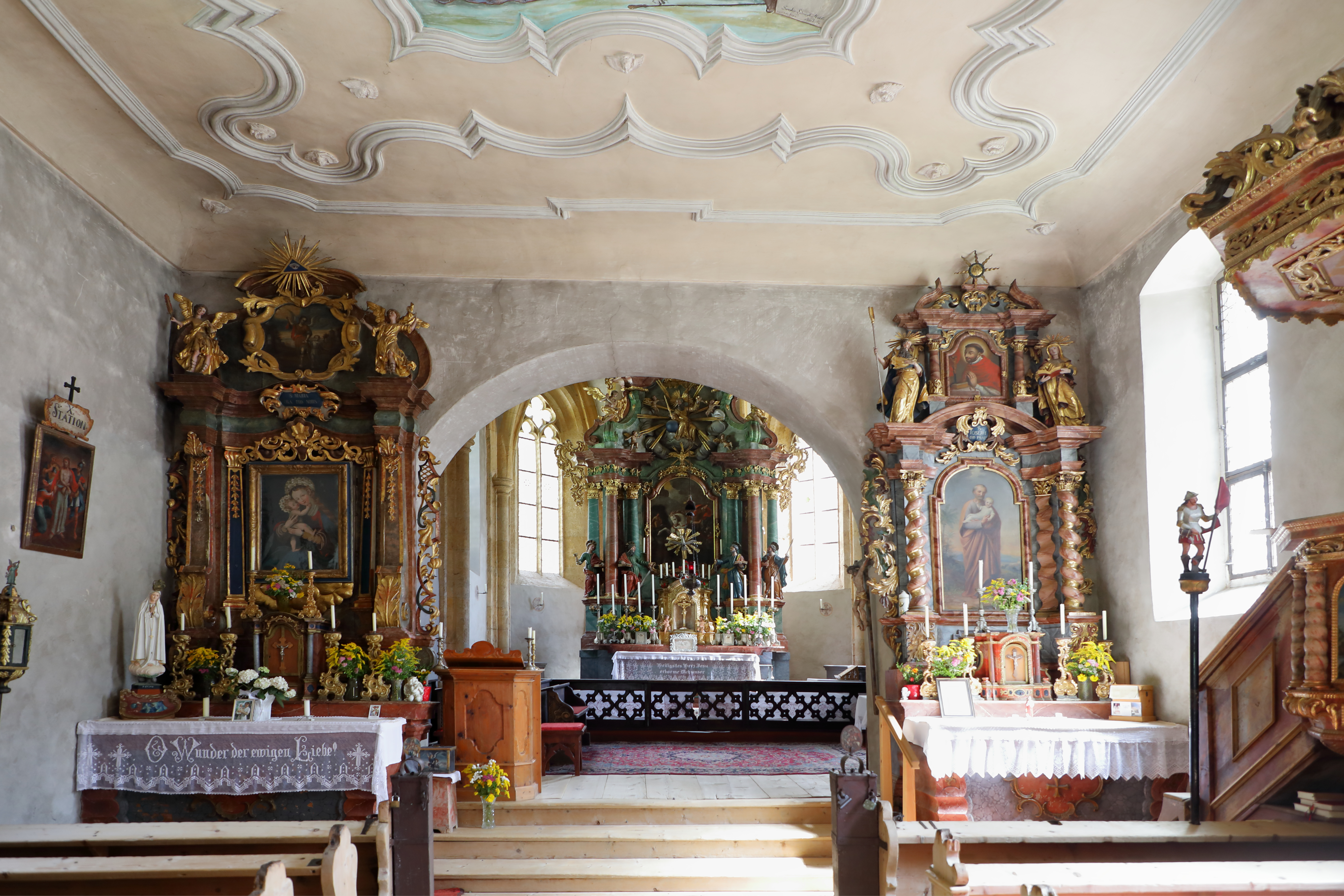
Langhaus, Blick zum Chor

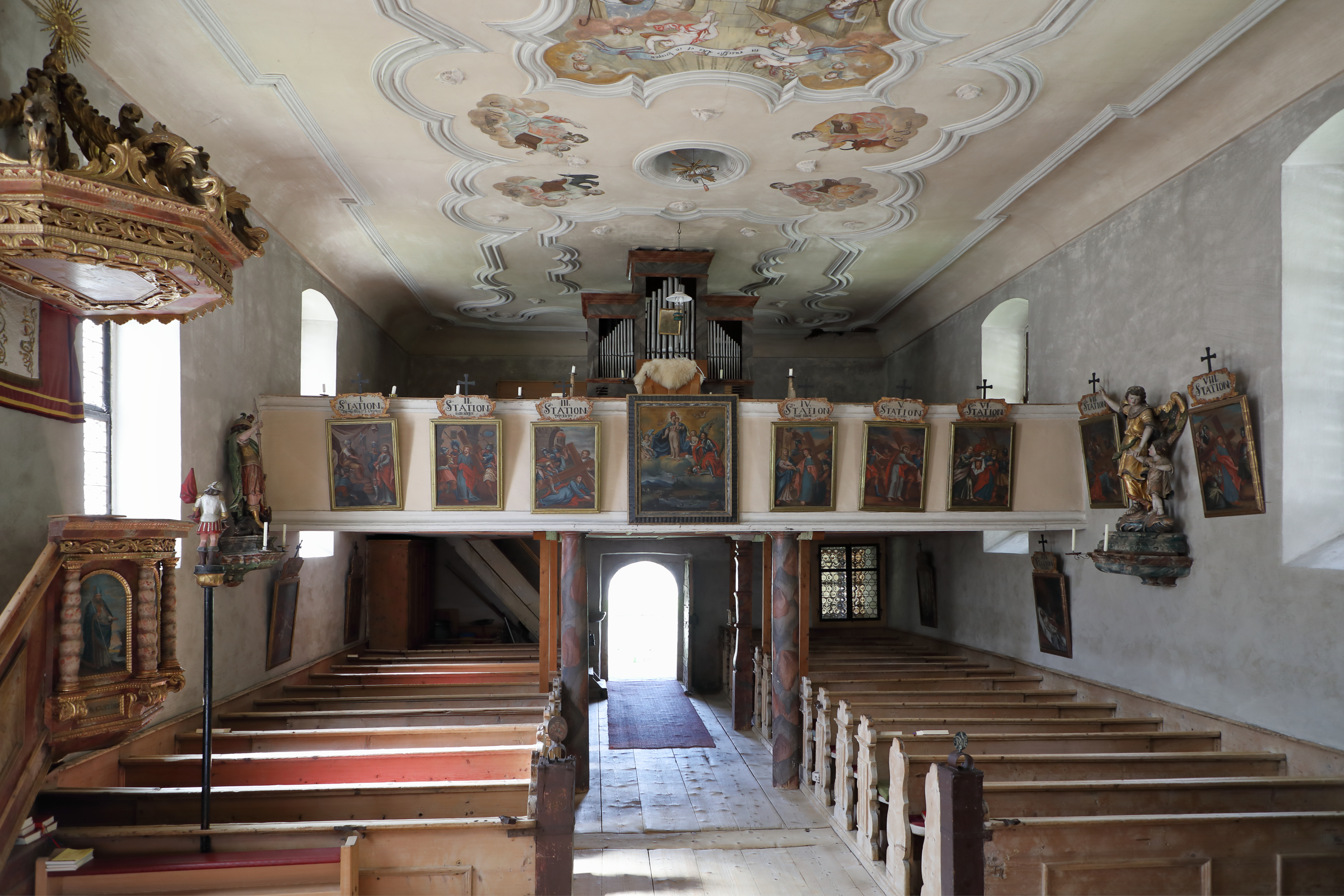
Langhaus, Blick zur Empore

Die römisch-katholische Pfarrkirche Thomatal steht auf einem leicht abfallenden Hang am Nordrand der Ortschaft der Gemeinde Thomatal im Bezirk Tamsweg im Land Salzburg. Die dem Patrozinium hl. Georg unterstellte Pfarrkirche gehört zum Dekanat Tamsweg in der Erzdiözese Salzburg. Die Kirche steht unter Denkmalschutz (Listeneintrag).

## Geschichte
Der anfangs wohl romanische Kirchenbau wurde erst 1470 urkundlich genannt. 1620 und 1623 erlitt die Kirche Schäden durch Brände. 1735 erfolgten ein Umbau und die Erhöhung des Turmes. 1950 wurde die Kirche innen restauriert.
Die Pfarre wurde 1891 gegründet.

## Architektur
Die einschiffige Dorfkirche mit einem im Kern gotischen Chor ist von einem Friedhof umgeben.
Das schlichte Kirchenäußere zeigt ein Langhaus mit Hohlkehle und Satteldach, die Westfront hat eine rundbogiges, mit einem Wulst profiliertes Portal mit einem Vorbau aus Holz, darüber befindet sich ein Rundfenster. Links vom Eingang befindet sich ein Rechteckfenster, nach außen flachbogig geöffnet, nordseitig hat das Langhaus eine Rundbogentür. Der erhöhte spätgotische Chor ist nordseitig eingezogen und hat einen umlaufenden Sockel sowie nördlich und südlich ein Rundbogenfenster und östlich ein Spitzbogenfenster mit modernem Maßwerk. Am Chor steht südlich der im Kern gotische viergeschoßige Turm, die Fassade ist mit Putzbändern und seitlichen Putzpilastern gegliedert, der Turm hat südseitig ein Rundbogenportal mit einer Eisenplattentür und ostseitig ein Rechteckfenster, das Glockengeschoß hat gekuppelte Schallfenster ohne Mittelsäule, der Turm trägt über einem profilierten Gesims einen holzschindelgedeckten Doppenzwiebelhelm mit einer Laterne. Am Übergang zwischen Langhaus und Turm befindet sich eine flachbogige Öffnung zur Krypta, darüber befindet sich ein flachbogiger Treppenaufgang.
Das Kircheninnere zeigt ein dreijochiges Langhaus unter einer Flachdecke mit einer Hohlkehle mit einem geschwungenen Stuckrahmen aus dem Jahr 1735 mit polychromierten Engelsköpfen. Die Westempore auf vier Stützen ist bis fast zur Mitte des Langhauses vorgezogen. Der eingezogene Triumphbogen ist rundbogig. Der mit drei Stufen erhöhte Chor hat einen Fünfachtelschluss und ein spätgotisches Netzrippengewölbe auf Diensten auf Sockeln flankiert von gekehlten Rippen, das südliche spitzbogige Sakristeiportal ist einfach gekehlt, darüber gibt es einen kleinen Balkon mit einem abgeschrägten Portal. Die Krypta ist ein tonnengewölbter Raum.
Das Deckenfresko im Langhaus zeigt die Anbetung der Hirten, 1822 gemalt von Seraphin Lederwasch, 1950 restauriert, daneben gibt es Brustbilder der Vier Evangelisten.

## Einrichtung
Der spätbarocke Hochaltar, im Auszug mit der Jahresangabe 1771, hat eine geschwungene Mensa und einen Dreisäulenaufbau mit einer vorgezogenen Mittelsäule. Den Tabernakel mit Rocaille-Zier schuf Gregor Sapser 1712. Der Altar zeigt das Altarblatt hl. Georg und trägt die barocken Figuren der Heiligen Johannes Evangelist, Peter und Paul und Matthäus, im Auszug die Schnitzgruppe Gottvater und Heiliger Geist und seitlich Engel.
Der linke Seitenaltar um 1745 zeigt das Altarblatt Mariahilf und das barocke Aufsatzbild Schutzengel aus der Mitte des 18. Jahrhunderts und trägt die Statuen der Heiligen Michael und Gabriel. Der rechte Seitenaltar aus 1706 trägt einen Tabernakel, 1750 von Johann Joseph Pleisizer geschaffen, das Altarblatt hl. Joseph schuf Sebastian Stief 1885, der Aufsatz zeigt das Oberbild hl. Karl Borromäus und trägt die barocken Aufsatzfiguren der Heiligen Joachim und Anna.
Die Kanzel schuf Gregor Sapser 1705, sie zeigt Rundbogenbilder der Vier Kirchenväter, der Schalldeckel trägt Engel. In der Krypta befindet sich eine einfache Holzmensa mit einem Bild des Fegefeuers aus dem 19. Jahrhundert.
Die Orgel baute Mauracher 1883. Eine Glocke nennt Franz Gartner 1711.